# Sterculia
Sterculia és un gènere de plantes de flors pertanyent a la família Sterculiaceae.
Espècies de Sterculia són l'aliment de les larves d'algunes espècies de lepidòpters, incloent Bucculatrix xenaula, que menja exclusivament d'aquest gènere.

## Taxonomia
- Sterculia africana
- Sterculia alata
- Sterculia alexandrii
- Sterculia apetala
- Sterculia balanghas
- Sterculia carthaginensis
- Sterculia chicha
- Sterculia colorata
- Sterculia diversifolia
- Sterculia foetida
- Sterculia guerichii
- Sterculia guttata
- Sterculia ipomoeifolia
- Sterculia lychnophora
- Sterculia monosperma
- Sterculia murex
- Sterculia oblongata
- Sterculia platanifolia
- Sterculia quadrifida
- Sterculia quinqueloba
- Sterculia ramiflora
- Sterculia rhinopetala
- Sterculia rogersii
- Sterculia rupestris
- Sterculia scaphigera
- Sterculia schumanniana
- Sterculia tomentosa
- Sterculia treubii
- Sterculia trichosiphon
- Sterculia triphaca
- Sterculia urceolata
- Sterculia urens
- Sterculia zastrowiana